# Marianella Sclavi
Marianella Pirzio Biroli Sclavi (Rimini, 1943) è un'etnografa, attivista e scrittrice italiana.
Ha insegnato etnografia urbana, arte di ascoltare e gestione creativa dei conflitti al Politecnico di Milano, e collabora da anni a progetti di risanamento dei quartieri in crisi.

## Biografia
Laureata in sociologia nel 1968 all'Università degli Studi di Trento, divenne uno degli esponenti di primo piano del Partito di Unità Proletaria e, dopo l'unificazione col gruppo de il manifesto nel 1974, entrò anche nel collettivo del quotidiano. 
Dal 1984 al 1992 ha vissuto con la famiglia a New York, dove ha condotto esperienze dirette con i "nuovi pionieri urbani nel sud del Bronx", esperienze condensate in due libri: A una spanna da terra (Milano, Feltrinelli, 1989 e attualmente Bruno Mondadori/Pearson), e La Signora va nel Bronx (Milano, Anabasi, 1994, poi Bruno Mondadori e in uscita a settembre 2022 con la casa ed. Bordeaux), nei quali ha sperimentato e proposto una narrazione etnografica guidata da una "metodologia umoristica". Tornata in Italia ha insegnato al Politecnico di Milano, affiancando all'insegnamento l'attività di consulente in programmi di risanamento dei quartieri in crisi, di progettazione degli spazi pubblici, con incarichi in vari Comuni Italiani. Nel 2005 è stata visiting professor presso il Department of Urban and Environmental Planning del MIT e il Program on Negotiation (PON) della Harvard Law School e dal 2006 collabora col Consensusu Building Institute fondato d Lawrence Susskind a Boston. Collabora in modo continuativo col Master on Conflict and Governance della Università di Amsterdam. Ha fondato Ascolto Attivo srl ( www.ascoltoattivo.net) che si occupa di progetti di rigenerazione urbana partecipata e di democrazia deliberativa.
Si è occupata dei processi di ricostruzione e gestione creativa dei conflitti in Kosovo e Palestina/Israele. Attualmente se ne sta occupando, fra l'altro nella Locride come consulente del Progetto "Ricalabria" promosso da "Progetto Sud" e Goel.

## Opere principali
- Lotta di classe e organizzazione operaia, introduzione di Vittorio Foa, Milano, Mazzotta, 1974
- A una spanna da terra: indagine comparativa su una giornata di scuola negli Stati Uniti e in Italia e i fondamenti di una metodologia umoristica, Milano, Feltrinelli, 1989 (ristampato nel 1994 dallo stesso editore, e nel 2005 da Bruno Mondadori)
- Ridere dentro: un seminario sull'umorismo in carcere con Renato Curcio, Maurizio Iannelli, Stefano Petrelli e Nicola Valentino, Milano, Anabasi, 1993
- La signora va nel Bronx, Milano, Anabasi, 1994 (ristampato nel 2006 da Bruno Mondadori); An Italian Lady Goes to the Bronx, IPOC, Milano 2007
- Avventure Urbane. Progettare la città con gli abitanti, a cura di M.Sclavi et al, Milano, Eleuthera, 2002 ( ristampato nel 2011 e di nuovo da gennaio 2020)
- Arte di ascoltare e mondi possibili: come si esce dalle cornici di cui siamo parte, Pescara, Le vespe, 2000 (ristampato nel 2003 da Bruno Mondadori)
- Costruire una pace. Per imparare a non credere nella fatalità delle guerre, Consensus Building Institute (CBI), con una conversazione di M. Sclavi con S. Romano, Milano, Bruno Mondadori, 2007
- Ciao mamma, vado in Cina!, IPOC, Milano 2009
- Confronto creativo: dal diritto di parola al diritto di essere ascoltati con Laurence E. Susskind, Milano, Et-al Edizioni, 2011
- Costruire la pace. Volume primo - L'antica grecia: Atene, Melo e le guerre del Peloponneso; a cura di M. Sclavi; IPOC, Milano 2014
- “La scuola e l’arte di ascoltare.Gli ingredienti delle scuole felici” (2015, con Gabriella Giornelli, in ed economica Feltrinelli dal 2019)
- Saggi e articoli più letti:  inglese:  2018 - Sclavi M : "Working with passion, anger and creativity." In: De Leo D, Forester J (eds) Reimagining planning: how italian urban planners are changing planning practices. INU Press, Rome 2008 - Sclavi M:“The role of Play and Humor in Creative Conflict Management”, The Negotiation Journal of Harvard Law School , April (pubblicato anche in russo)  italiano:  2020, Sclavi M.: "Inventarne una più del diavolo": dall'antica saggezza alla odierna 'arte di ascoltare' e relativa 'metodologia umoristica'" in Servitium Quaderni di Ricerca Spirituale n 247, genn marzo 2019: Sclavi M.: "Uscire dalle cornici di cui siamo parte: il gioco dell'umorismo per una ecologia della mente" in "Cooperazione Educativa", Vol 68, n 3 settembre pp 33-36 2018- Intervista a Marianella Sclavi :"Saper convergere tra diversi è l’arte della democrazia - da conflitti distruttivi a cooperazioni creative", a cura di Alessandro Seminati su Animazione Sociale 320 n. 06, pp 6-18 2014-2020 una serie di articoli su “Democrazia deliberativa”, “Azione-ricerca”, "Gestione creativa dei conflitti irriducibili" e il "metodo dello Shadowing", usciti sui numeri 2, 4, 6, 8, 10 e 12 e 20 della rivista semestrale on line Riflessioni Sistemiche della Associazione Italiana di Epistemologia e Metodologia Sistemiche, scaricabili gratuitamente